# Misery (The Beatles)
Misery è un brano musicale dei Beatles, composto da John Lennon e Paul McCartney, pubblicato nell'album Please Please Me.
Misery diventò la prima canzone dei Beatles ad essere reinterpretata da un altro artista, nel 1963 da Kenny Linch.

## Composizione
Composta insieme da Lennon e McCartney a fine gennaio durante il tour di Helen Shapiro, fu scritta per la cantante inglese, che strinse ottimi rapporti con i Beatles. Lo staff della Shapiro rifiutò la canzone, ma ad appropriarsene fu l'attore e cantante Kenny Linch, in tour con la Shapiro e i Beatles. La versione di Linch non ottenne tuttavia risultati in classifica.

## Registrazione
Registrata come brano riempitivo al termine di un turno d'incisione pomeridiano, con gli interventi di Martin al pianoforte, Misery diventa il primo brano dei Beatles ad avere il contributo di un musicista esterno al gruppo. I «la-la-la» finali, in tipico stile doo-wop, indicano che l'infelicità espressa nel titolo è finta, in tipico humor inglese: con questo la Capitol rafforzò ulteriormente l'idea che Please Please Me in America non avrebbe venduto.

## Formazione[2]
- John Lennon – voce, chitarra solista
- Paul McCartney – voce, basso
- George Harrison – chitarra solista
- Ringo Starr – batteria
- George Martin – pianoforte